# Jessica Origliasso
Jessica Origliasso (née le 25 décembre 1984 à Albany Creek, dans la région de la baie Moreton, Queensland) est une chanteuse australienne.  Elle est la sœur jumelle de Lisa Origliasso, avec qui elle fonde le groupe de musique The Veronicas.

## Biographie
Jessica Origliasso a grandi au sein d'une famille de classe moyenne en Australie. Elle suit des cours de chant, puis écrit des chansons, notamment pour le duo russe de pop rock T.A.T.u., avec l'aide de sa sœur jumelle Lisa. Avec sa sœur, elle forme le duo Lisa and Jessica, Teal, puis The Veronicas. Leur premier album, The Secret Life of..., connait un succès considérable en 2006, tout comme leur deuxième album, Hook Me Up, sorti en 2009. Les jumelles lancent également leur propre ligne de vêtements en 2007. 
En 2016, dans le clip vidéo de On Your Side des Veronicas, Jessica Origliasso interprète la petite amie de Ruby Rose,.

## Vie personnelle
Jessica Origliasso a eu une relation avec Steven Childs, chanteur du groupe Repeat Offender, pendant environ cinq ans. Elle fréquente ensuite Azaria Byrne, chanteur du groupe The Follow. Ils se séparent en 2008.
Des photos prises en août 2008 montrent Jessica Origliasso et Ruby Rose (animatrice de MTV) en train de s'embrasser. Jessica Origliasso nie cette relation avec Ruby Rose dans un premier temps, en prétendant qu'elles ne sont que « de bonnes amies », puis elle ne s'exprime plus sur ce sujet. Peu après, elle se remet de nouveau avec Azaria mais ils finissent par rompre à nouveau.
Entre 2010 et juin 2012, elle est en couple avec Billy Corgan, le chanteur du groupe The Smashing Pumpkins. Entre 2014 et 2016, elle fréquente Josh Katz, chanteur et leader du groupe Badflower. À partir de novembre 2016, elle entretient une relation avec Ruby Rose (cette fois sans le nier). Les deux femmes annoncent leur rupture sur les réseaux sociaux le 1er avril 2018.

## Filmographie
- 2001-2002 : Cybergirl (série télévisée) : Emerald Buxton
- 2007 : La Vie de palace de Zack et Cody (série télévisée) : Elle-même
- 2009 : 90210 Beverly Hills : Nouvelle Génération (série télévisée) : elle-même